# Frohnbach (Zwickauer Mulde)
Der Frohnbach ist ein rechter Zufluss der Zwickauer Mulde im sächsischen Landkreis Zwickau, Deutschland.

## Verlauf

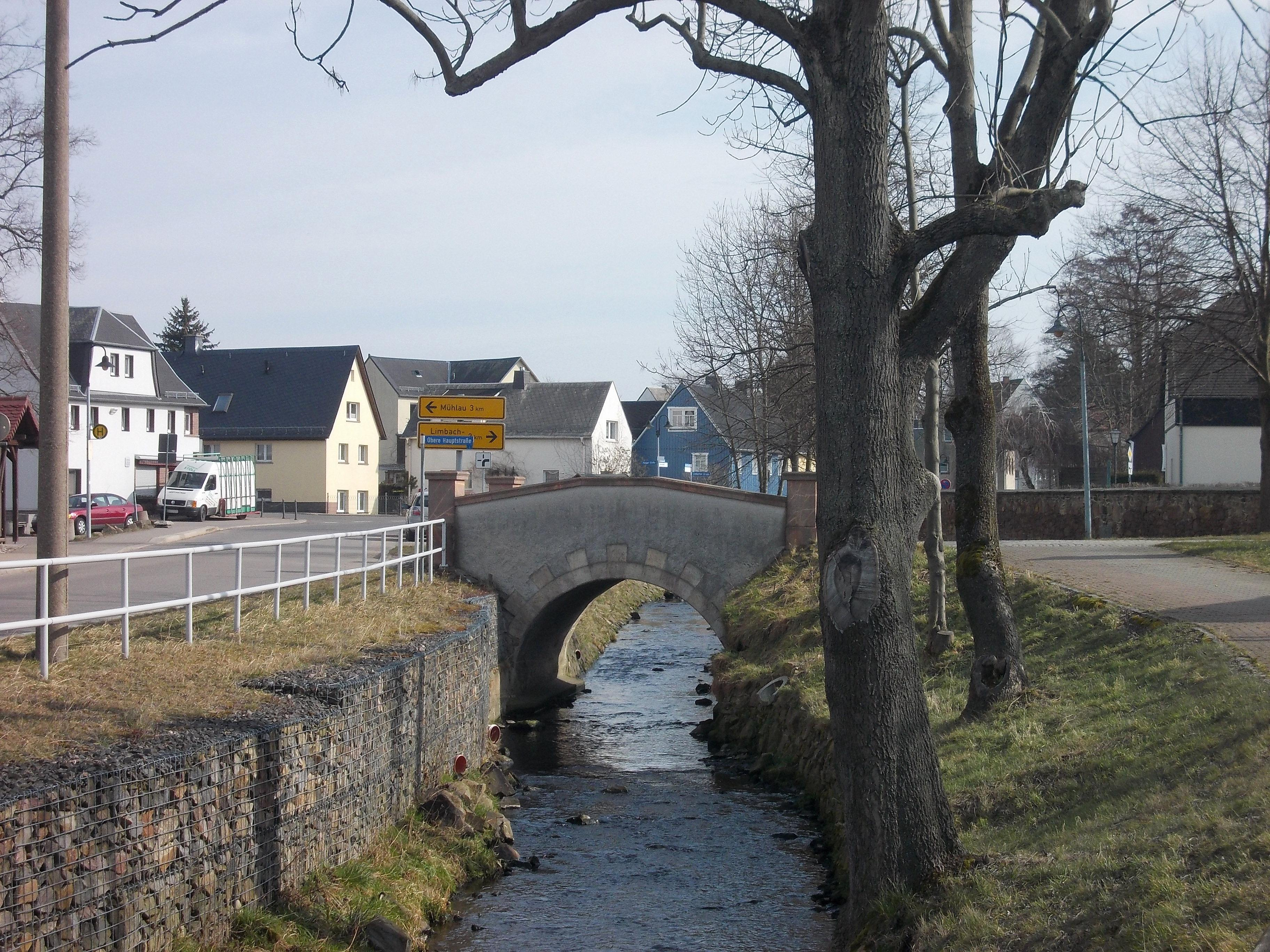
Mittelfrohna, Rittergutsbrücke

Der Frohnbach entspringt auf einem Feld östlich des Callenberger Ortsteils Meinsdorf. In Fließrichtung nach Norden verläuft er zunächst in einer Aue, bevor er beim Tierpark Limbach-Oberfrohna das direkte Stadtgebiet von Limbach-Oberfrohna erreicht. Nachdem der Tierpark im Westen durchflossen wurde, passiert der Frohnbach die Orte Oberfrohna, Mittelfrohna und Niederfrohna.
Am nördlichen Ortsausgang von Niederfrohna beginnt der Unterlauf des Frohnbachs. Er fließt nun gen Westen in Mäandern seiner Mündung in die Zwickauer Mulde zwischen Wolkenburg-Kaufungen im Süden und Zinnberg im Norden zu.